# Galipettes
 (avril 2021).
Pour les articles homonymes, voir Galipettes.
Galipettes est le titre d'un album de bandes dessinées de Jean-Claude Pertuzé (scénario et dessins) paru aux Éditions Loubatières en 1985. Il a été suivi en 1987 de Culbutes et en 1994 de Capotages.

## Histoire
L'histoire raconte les aventures d'un héros, le jeune Riquet, qui n'a qu'un objectif, celui de perdre sa virginité, ce qui ne va pas sans quelques déboires. Les scènes qui se succèdent sont inspirées des contes licencieux populaires, tels qu'ils avaient été collectés dans différentes régions à la fin du XIXe siècle et au début du XXe, et publiés sous le titre Kryptadia. L'action se déroule volontairement dans un univers idyllique de paysans, dans une époque indéterminée qu'on pourrait situer entre la guerre de 1870 et la guerre de 1914-1918, un monde rustique, sans automobiles, sans électricité, non situé, à part les quelques éléments de décor qui relèvent plus du Sud-Ouest de l'auteur, que d'une autre région. 
Galipettes s'achève par le dépucelage du héros, conquis de haute lutte, dans un final pyrotechnique.
Dans Culbutes, un établissement d'un genre particulier s'installe au village, tandis que Riquet tente de conquérir Ginette, l'élue de son cœur.
Capotages se passe en hiver, aux approches de Noël, tandis qu'une « maladie honteuse » se répand parmi les gens du village, et Riquet séduit enfin Ginette.
Par opposition à la crudité des scènes et des propos, le dessin est simple, voire naïf, et la couleur est réalisée aux crayons de couleur, technique rarement employée dans la bande dessinée, ce qui lui confère un aspect léger et quasi-enfantin. « C'est l'art de la gaudriole à l'état brut, l'extase au son du clocher, le plaisir au naturel sans adjuvants ni produits chimiques. ».

## Personnages
Riquet, le personnage central, est un adolescent sans âge ni famille définis, il ne fréquente plus l'école et ne semble pas avoir de travail. Autour de lui, des personnages de villageois, paysans et artisans, et les figures incontournables des « notables » : le maire, le notaire, le médecin, l'instituteur, et surtout le curé, qui cumule les défauts qu'il n'est pas censé avoir, conformément à la tradition qui joue à inverser les rôles. Quasiment toutes les femmes et filles du village ont des prénoms en « ette » : Miquette, Fanette, Annette, etc. Dans Capotages, l'épouse du maire se prénomme Marthe, et alors qu'elle demande à son époux de « fermer la maison close », on aurait dû apprendre que celui-ci se nommait Richard. L'actualité du moment l'a fait prénommer Charles, en l'honneur du ministre de l'Intérieur français Charles Pasqua : petit détail généralement passé inaperçu.

## Publications
Galipettes a eu une suite, avec les albums Culbutes (1987) et Capotages (1994), constituant la « trilogie érotico-agricole » (encore qu'elle soit plus grivoise qu'érotique). Plusieurs fois réédité avec les albums suivants, Galipettes a fait l'objet d'une publication dans l'anthologie Les chefs-d'œuvre de la bande dessinée érotique, vol. VI, aux éditions Rombaldi (1988).
Les éditions Loubatières ont également édité un jeu des sept familles « Galipettes », dessiné par Jean-Claude Pertuzé, avec des personnages en tenues et situations adéquates. Une cuvée spéciale « Galipettes » de vin de Madiran 1981 de la cave de Crouseilles, avec une étiquette dessinée par Jean-Claude Pertuzé (hors commerce) a accompagné la sortie de l’album.